# Jania
Jania, rod crvenih algi smješten u vlastiti tribus Janieae, dio potporodice Corallinoideae, porodica Corallinaceae. Postoji 48 priznatih vrsta.od kojih je tipična mortska alga J. rubens
Tribus je opisan 1978., a rod 1812.

## Vrste
1. Jania acutiloba (Decaisne) J.H.Kim, Guiry & H.-G.Choi
2. Jania affinis Harvey
3. Jania arborescens (Yendo) Yendo
4. Jania articulata N'Yeurt & Payri
5. Jania capillacea Harvey
6. Jania cubensis Montagne ex Kützing
7. Jania cultrata (Harvey) J.H.Kim, Guiry & H.-G.Choi
8. Jania dercourtii J.H.Johnson
9. Jania elegans Decaisne
10. Jania fastigiata Harvey
11. Jania gracilis Zanardini
12. Jania intermedia (Kützing) P.C.Silva
13. Jania iyengarii E.K.Ganesan
14. Jania lobata Zanardini
15. Jania longiarthra E.Y.Dawson
16. Jania longifurca Zanardini
17. Jania micrarthrodia J.V.Lamouroux
18. Jania minuta Johansen & Womersley
19. Jania nipponica (Yendo) Yendo
20. Jania novae-zelandiae Harvey
21. Jania nummulitica Me.Lemoine
22. Jania pacifica Areschoug
23. Jania paniculata (J.V.Lamouroux) Decaisne
24. Jania parva Johansen & Womersley
25. Jania pedunculata J.V.Lamouroux
26. Jania pistillaris Montagne
27. Jania prolifera (J.V.Lamouroux) J.H.Kim, Guiry & H.-G.Choi
28. Jania prolifera A.B.Joly
29. Jania pulchella (Harvey) Johansen & Womersley
30. Jania pumila J.V.Lamouroux
31. Jania purpurata (Lamarck) Blainville
32. Jania pusilla (Sonder) Yendo
33. Jania pygmaea J.V.Lamouroux
34. Jania radiata Yendo
35. Jania rosea (Lamarck) Decaisne
36. Jania rubens (Linnaeus) J.V.Lamouroux - tipična
37. Jania sagittata (J.V.Lamouroux) Blainville
38. Jania sanctae-marthae Schnetter
39. Jania spectabilis (Harvey ex Grunow) J.H.Kim, Guiry & H.-G.Choi
40. Jania sphaeroramosa Twist, J.E.Sutherland & W.A.Nelson
41. Jania squamata (Linnaeus) J.H.Kim, Guiry & H.-G.Choi
42. Jania subpinnata E.Y.Dawson
43. Jania subulata (Ellis & Solander) Sonder
44. Jania tenella (Kützing) Grunow
45. Jania ucrainica Maslov
46. Jania ungulata (Yendo) Yendo
47. Jania virgata (Zanardini) Montagne
48. Jania yenoshimensis (Yendo) Yendo

## Sinonimi
- Haliptilon (Decaisne) Lindley, 1846